# Clovia burmanica
Clovia burmanica är en insektsart som beskrevs av William Lucas Distant 1916. Clovia burmanica ingår i släktet Clovia och familjen spottstritar. Inga underarter finns listade i Catalogue of Life.